# Joan Llopis (cardenal)
Joan Llopis   (València, 27 de gener de 1455 - Roma, 5 d'agost de 1501) fou un cardenal i arquebisbe valencià.

## Biografia
Va obtenir una llicenciatura en teologia a la Universitat de Bolonya, i de molt jove va ingressar a la cort del cardenal Borja, el futur papa Alexandre VI, a Roma.
El 1481 ja era a la cúria romana amb el càrrec d'abreviador. L'any 1484 esdevingué canonge de Lleida i València, capítol del qual fou degà durant el pontificat del papa Innocenci VIII. Va ser datari de l'agost de 1492 al febrer de 1496.
El 29 de desembre de 1492 va ser nomenat bisbe de Perusa. Va gaudir de la plena confiança del papa Alexandre VI, que va recórrer als seus consells amb motiu de la polèmica que va sorgir amb el cardenal Ascanio Sforza i amb motiu de la campanya de Carles VIII de França a la península itàlica. A canvi va rebre nombrosos beneficis eclesiàstics.
En el consistori del 19 de febrer de 1496, el papa Alexandre VI el va elevar a la dignitat de cardenal i el 24 de febrer del mateix any va rebre el títol de Santa Maria in Trastevere. El 23 de desembre de 1497 va esdevenir administrador apostòlic de la diòcesi de Carcassona, que va ocupar fins a la seva mort.
El 15 d'octubre de 1498 va ser ascendit a arquebisbe de Càpua. A partir de l'any següent també va recuperar la diòcesi de Perusa, de la qual va ser administrador apostòlic.
Va morir a Roma i va ser enterrat a l'antiga basílica de Sant Pere del Vaticà poc abans de ser enderrocada.